# اختبار قبول طب الأسنان
اختبار قبول الأسنان هو امتحان أسئلة اختيار من متعدد يتم إجراؤه من قبل طلاب كلية طب الأسنان المحتملين في الولايات المتحدة وكندا (على الرغم من وجود نسخة كندية منفصلة بأقسام مختلفة، إلا أن كلا الإصدارين الأمريكي والكندي عادة ما يتم قبولهما بالتبادل في كليات طب الأسنان في كلا البلدين. هذه المقالة سوف تصف على وجه التحديدات الأمريكية). دات هو اختبار الكمبيوتر التي يمكن أن تدار تقريبا أي يوم من أيام السنة. تؤخذ الاختبارات في بروميتريك وهي مراكز الاختبار في جميع أنحاء الولايات المتحدة بعد التطبيق الأولي من خلال الجمعية الأمريكية لطب الأسنان. يجوز لكل متقدم إجراء الاختبار ثلاث مرات فقط قبل أن يضطر إلى طلب إذن خاص لإجراء الاختبار مرة أخرى. بعد إجراء الاختبار، يجب على المتقدمين الانتظار 90 يوما قبل تكراره. كل امتحان يكلف 495 دولارا، وكلها غير قابلة للاسترداد.

## أقسام الاختبار
تتكون الدائرة من أربعة أقسام: العلوم الطبيعية (90 دقيقة)، القدرة الإدراكية (60 دقيقة)، الفهم أثناء القراءة (60 دقيقة)، والتفكير الكمي (45 دقيقة). الرياضيات من الامتحان الكمي مماثلة لتلك التي من سات. ينقسم القسم الأول إلى أسئلة حول علم الأحياء (40 سؤال)، الكيمياء العامة (30 سؤالا)، والكيمياء العضوية (30 سؤالا). وينقسم القسم الثاني إلى ست مجموعات مشكلة مختلفة مصممة لاختبار القدرة الإدراكية، وتحديدا في مجالات التلاعب ثلاثي الأبعاد والتفكير المكاني. ينقسم القسم الثالث من دات إلى ثلاث مقالات أكاديمية، يتبع كل منها أسئلة حول محتوى المقطع. يختبر القسم الأخير مهارات الرياضيات الأساسية، مع التركيز على الجبر والتفكير النقدي والكسور والجذور والهويات المثلثية.
| الباب                               | أسئلة | المهلة   |
| ----------------------------------- | ----- | -------- |
| تعليمي اختياري                      |       | 15 دقيقة |
| العلوم الطبيعية                     | 100   | 90 دقيقة |
| علم الأحياء                         | 40    |          |
| الكيمياء العامة                     | 30    |          |
| الكيمياء العضوية                    | 30    |          |
| اختبار القدرة الإدراكية             | 90    | 60 دقيقة |
| ثقب المفتاح                         | 15    |          |
| الجبهة / نهاية التصور               | 15    |          |
| ترتيب الزاوية                       | 15    |          |
| ثقب اللكمات                         | 15    |          |
| مكعب العد                           | 15    |          |
| نمط للطي                            | 15    |          |
| استراحة اختيارية                    |       | 30 دقيقة |
| اختبار فهم القراءة                  | 50    | 60 دقيقة |
| اختبار التفكير الكمي                | 40    | 45 دقيقة |
| الرياضيات                           | 30    |          |
| الرياضيات التطبيقية (مشاكل الكلمات) | 10    |          |
| مسح اختياري بعد الاختبار            |       | 15 دقيقة |
| المجموع                             | 280   | 5 ساعات  |

## التغييرات في الاختبار
تغيرت مواصفات الاختبار لقسم البيولوجيا في عام 2014. عكست هذه التغييرات تحولا في الطريقة التي يتم بها تدريس علم الأحياء في هذة الدورات. هذا يعني أن الأسئلة تركز الآن على "التفاعلات المعقدة داخل الأنظمة البيولوجية، بدلا من النظر إلى علم الأحياء بطريقة اختزالية". هناك أيضا تغييرات في قسم التفكير الكمي. لقد تمت " مراجعته لإزالة أقسام الحسابات العددية والتحويلات والهندسة وعلم المثلثات. وأضيفت بنود في المجالات التالية: تحليل البيانات وتفسيرها وكفايتها؛ والمقارنة الكمية؛ والاحتمالات والإحصاءات." خلال عامي 2014 و 2015، ربما رأى الممتحنون بعض الأسئلة التي تعكس مثل هذه التغييرات، ومع ذلك، لم يتم تسجيلهم. لم تحدث تلك التغييرات الفعلية في الأقسام قبل عام 2015.

## المجموع
مباشرة بعد الانتهاء من الاختبار، يتم حساب ثماني درجات قياسية على مقياس من 1،30 وتمريرها إلى المتقدم للاختبار. تأتي الدرجات الست الأولى مباشرة من الاختبار: القدرة الإدراكية، وفهم القراءة، والتفكير الكمي، وعلم الأحياء، والكيمياء العامة، والكيمياء العضوية. الدرجات المتبقيتين المبلغ عنها هي ملخصات الستة السابقة: المتوسط الأكاديمي هو متوسط خمس درجات تقريبا إلى أقرب عدد صحيح: التفكير الكمي، وفهم القراءة، وعلم الأحياء، والكيمياء العامة، والكيمياء العضوية. مجموع العلوم هي درجة قياسية تعتمد على جميع الأسئلة الـ 100 في اختبارات البيولوجيا والكيمياء العامة والكيمياء العضوية. غالبا ما تلخص مدارس طب الأسنان درجات المتقدمين من خلال سرد الدرجات الأكاديمية والعلمية والقدرة الإدراكية التي يرونها عادة في فصولهم الدراسية.
يتم تعيين متوسط النتيجة لأي قسم تم تسجيله على 17، باستثناء قسم فهم القراءة، حيث تكون الدرجة المئوية 50 هي 19. تمثل الدرجات الموجودة أعلى وأسفل هذا كسورا من الانحرافات المعيارية عن المتوسط. ينتج عن نظام التسجيل الاحتمالي هذا الحد الأقصى الذي لا يحدث لعشرات الأقسام المجمعة (العلوم الطبيعية والمتوسط الأكاديمي) في سنة معينة. على سبيل المثال، في عام 2003، تم تصنيف 25 متوسطا أكاديميا على أنه 100.0 في المائة، بحيث حصل أقل من ثمانية أشخاص على هذه الدرجة، ولم يحصل أي منهم على درجة أعلى (حوالي 13000 شخص يأخذون دات سنويا).
متوسط متوسط الدرجات الأكاديمية للقبول هو عادة 19. هناك وجهات نظر مختلفة حول الأهمية النسبية للأقسام، حيث يمكن اعتبار بات أو فهم القراءة الأكثر أهمية أو العكس، تجاهلها. غالبا ما ينظر إلى بات على وجه الخصوص على أنه درجة عتبة، وبالتالي فهي النتيجة الوحيدة غير المدرجة في المتوسط الأكاديمي؛ تتراوح العتبة بين 16 و 18.

## مجموع التقارير
اعتبارا من دورة تطبيق طب الأسنان لعام 2011، لم يعد المتقدمون يبلغون بأنفسهم عن درجاتهم الأمريكية في طلباتهم. استخدام مقدم الطلب دنتبين، خدمة التطبيق أديا أدساس سيتم تنزيل جميع الدرجات رسميا إلى تطبيق طب الأسنان لمقدم الطلب. سيتم تنزيل جميع درجات الاختبار إذا تم إجراء الاختبار عدة مرات. أثناء التسجيل في دات، يمكن لمقدم الطلب الإشارة إلى مدارس طب الأسنان المحتملة لإرسال الدرجات إليها. طالما أن مقدم الطلب يشير إلى مدرسة طب أسنان واحدة على الأقل تشارك في تسجيل دات، سيتم استيراد الدرجات الرسمية في طلب كلية طب الأسنان الذي يتم إرساله إلى كل مدرسة محددة في تطبيق أديا أدساس. الاستثناء الوحيد هو إذا كانت المدرسة التي يتقدم بها مقدم الطلب لا تشارك في عملية تقديم الطلب.

## أنظر أيضا
- جمعية طلاب طب الأسنان الأمريكيين
- طب الأسنان
- اختبارات قياسية
- قائمة مدارس طب الأسنان في الولايات المتحدة
- طب الأسنان في كندا
- مجلس طب الأسنان الوطني في كندا

## روابط خارجية
- التحضير ل دات (الجمعية الأمريكية لطب الأسنان)
- الموقع الرسمي أدا ل دات
- دليل أديا الرسمي لمدارس طب الأسنان
- خدمات بروميتريك (مركز الاختبار)